# Walter Baade

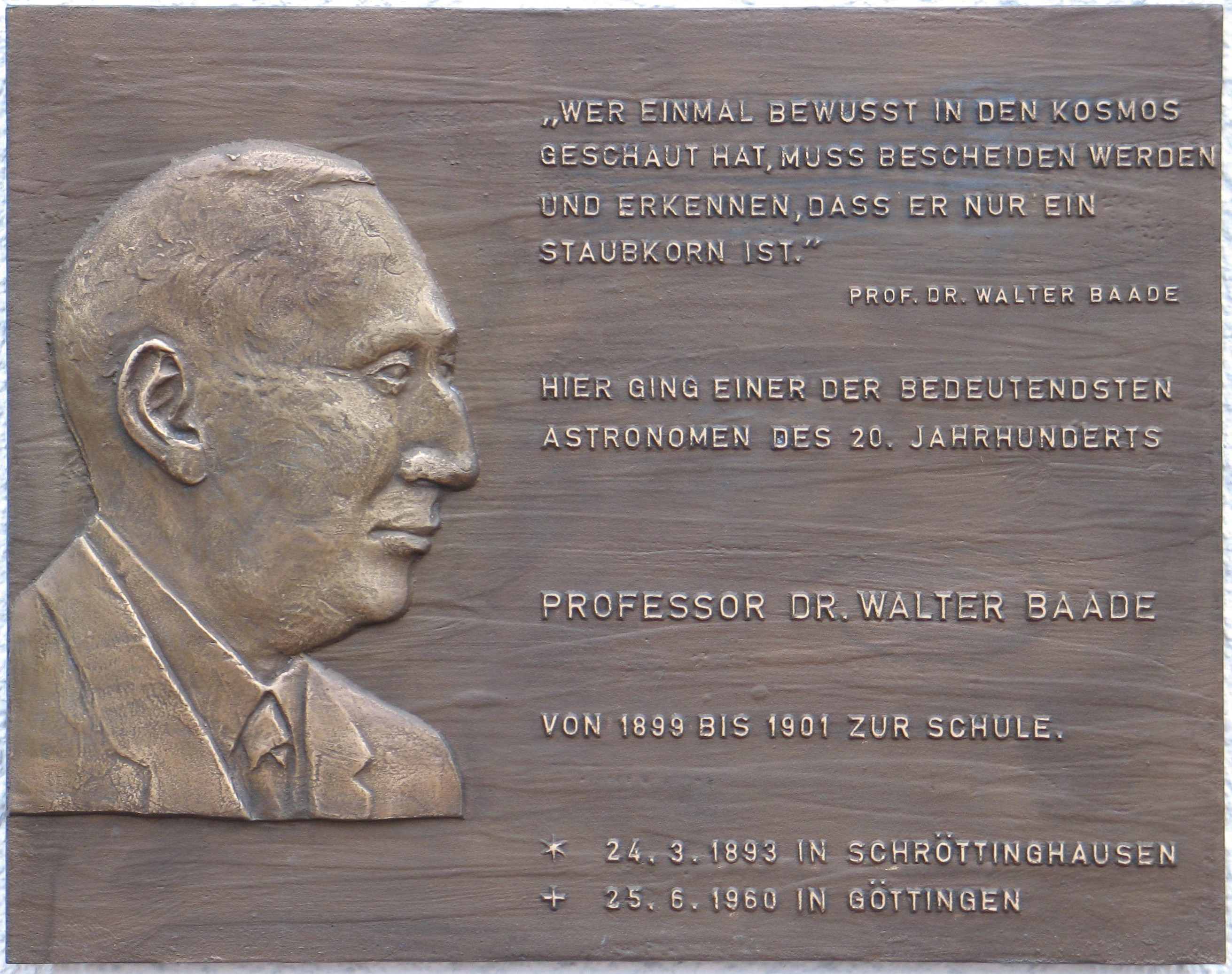
Gedenkplaat in de geboorteplaats van Baade, Schröttinghausen

Wilhelm Heinrich Walter Baade (Schröttinghausen, 24 maart 1893 – Göttingen, 25 juni 1960) was een Duits astronoom. Hij emigreerde in 1931 naar de Verenigde Staten. Baade maakte in 1952 bekend dat de afstand tot de Andromedanevel meer dan dubbel zo groot was als tot dan toe gedacht. Daarmee verdubbelden ook de afstanden en de ouderdom van het heelal, wat de oerknalhypothese aannemelijker maakte. Hij was in de jaren 1920 ook bekend als ontdekker van talrijke planetoïden.

## Levensloop
Baade werd in Schröttinghausen in Westfalen geboren als zoon van de leraar Konrad Baade. De familie verhuisde later naar Herford en vanaf 1913 studeerde Baade astronomie aan de universiteit van Göttingen. De voorbereiding van zijn doctoraat (1919) over het spectrum en de baan van Beta Lyrae werd tijdelijk onderbroken wanneer hij vanaf 1917 tot aan het einde van de Eerste Wereldoorlog werkte voor het instituut voor aerodynamiek. Tegelijk werkte hij als assistent van de wiskundige Felix Klein.
Baade begon zijn loopbaan als astronoom aan het observatorium van de Universiteit van Hamburg onder leiding van Richard Schorr, aanvankelijk als assistent, vanaf 1927 als zelfstandig onderzoeker. In de nasleep van de Eerste Wereldoorlog konden Duitse astronomen niet toetreden tot de Internationale Astronomische Unie, waardoor Baade destijds zijn ambitie niet kon waarmaken om aan een van de grote Amerikaanse observatoria te gaan werken. Van 1920 tot 1931 werkte hij met de 1 meter-reflector telescoop in Bergedorf (Hamburg). Zijn onderzoek betrof vooral kometen, planeten en planetoïden. In die tijd ontdekte hij een reeks van planetoïden en een komeet, later bekend onder de naam komeet Baade. Zijn onderzoek breidde zich verder uit naar sterren in de galactische halo en naar de spiraalnevels.
In 1931 kon hij zijn droom waarmaken en emigreren naar de Verenigde Staten om er te werken op het Mount Wilson-observatorium in Californië. In 1948 verhuisde hij naar het nieuwe Palomar-observatorium waar hij zijn astronomische onderzoekingen verderzette tot aan zijn pensionering in 1958. Hij werkte nog een half jaar aan het Mount Stromlo observatorium in Canberra, Australië, waar hij zich vooral toelegde op de verdere studie van de RR Lyrae veranderlijke sterren. In 1959 keerde hij terug naar Duitsland, waar hij werd onderscheiden als Gauss professor in Göttingen en er een publicatie voorbereidde die een overzicht zou bieden van zijn observaties van de laatste jaren. Hij overleed er in 1960 aan de gevolgen van complicaties na een heupoperatie.

## Onderzoek

### Pulsatietheorie
In 1926 publiceerde Baade een methode om de pulsatietheorie van de periodiek veranderlijke sterren van het type delta Cephei te bewijzen. Astronomen zoals Anton Pannekoek en Fred Hoyle schreven de periodieke veranderingen in de helderheid van de cepheïden toe aan eclipsen in een dubbelster. Harlow Shapley toonde in 1914 aan dat er wel degelijk sprake was van een radiële pulsatie van een ster, maar de discussie werd pas beëindigd met de Baade-methode, in 1946 verder uitgewerkt door Adriaan Wesselink.

### Supernovae
Aan het Mount Wilson observatorium bestudeerde Baade het fenomeen van de novae. Dat er een aparte klasse van extreem heldere novae bestond, was in 1920 naar voren gebracht door Knut Lundmark. Baade bestudeerde de lichtcurves van de supernovae die Fritz Zwicky in Palomar had ontdekt. Samen vonden ze nog andere supernovae in andere sterrenstelsels. In lezingen in 1931 in het California Institute of Technology (Caltech) noemden ze dit fenomeen voor het eerst 'supernova'. In 1934 verklaarden Baade en Zwicky een supernova als een explosie van een normale ster, die instort tot een neutronenster. Het grootste deel van de kosmische straling zou volgens hun gezamenlijk artikel uit 1934 Supernovae and Cosmic Rays afkomstig zijn van supernovae.
Een van de studies waarmee Baade zijn accuraatheid als waarnemer en wetenschapper eer aandeed, was zijn onderzoek naar de nova uit 1604 (SN 1604). Baade kon de lichtcurve reconstrueren en het object identificeren als een supernova. Hij ontdekte de restanten van de explosie door middel van foto’s die gemaakt konden worden met de 2,5 meter-Hookertelescoop. Hij publiceerde hierover in 1943.

### Sterrenpopulaties
Tijdens de Tweede Wereldoorlog was Baade de enige wetenschapper op Mount Wilson, omdat de meeste andere leden van de staf betrokken waren bij militair onderzoekswerk. Baade zelf, nog steeds Duitser, mocht daaraan niet deelnemen en kreeg aanvankelijk huisarrest. Hij kon de overheid er echter van overtuigen dat hij geen veiligheidsrisico vormde en enkele maanden later werd zijn uitgaansverbod opgeheven. Hierdoor kon hij volledig beschikken over de telescoop. Bovendien werd Los Angeles wegens de oorlog verduisterd, waardoor ook de condities voor observatie optimaal waren.
Baade kon nu ongehinderd het centrum van de Andromedanevel en zijn satellietsterrenstelsels M32 en NGC 205 bestuderen en kon daarin individuele sterren onderscheiden. Voor de oorlog was hij met Edwin Hubble betrokken in het 'oplossen' tot individuele sterren van de sterrenstelsels die Shapley in 1938 had ontdekt. Hiermee kwam Baade in 1944 tot het concept dat sterren te verdelen waren in twee populaties. De type I-populatie werd vooral gekenmerkt door blauwe (jongere) sterren in spiraalstelsels, de type II-populatie door lichtzwakkere rode (oudere) sterren in elliptische sterrenstelsels. Deze aanvankelijke indeling verfijnde hij later. Hiermee werd een impuls gegeven aan het onderzoek naar de evolutie van sterren en sterrenstelsels.

### Afstanden in het heelal
Tijdens de oorlog bestudeerde Baade veranderlijke RR Lyrae-sterren, cepheïdeachtige sterren waarmee ook afstanden konden gemeten worden, zoals door Henrietta Leavitt en Williamina Fleming was aangetoond. De ideale zichtcondities zouden hem toelaten die ook in de Andromedanevel te vinden, om op die manier eerdere afstandsmetingen op basis van de veranderlijke cepheïden te kunnen verfijnen. De RR Lyrae-sterren bleken niet te vinden met de 2,5 meter-Hookertelescoop die hem toen ter beschikking stond.
Na de inwijding van de nieuwe 5 meter-Haletelescoop in 1948 op Mount Palomar, hervatte Baade zijn zoektocht, maar kon er opnieuw geen waarnemen. De enige verklaring was dat Andromeda veel verder weg stond dan aanvankelijk gedacht. Er zat een fout in de cepheïdenafstandsschaal omdat men er onbewust geen rekening mee hield dat de zichtbare cepheïden van Andromeda en die van de Melkweg misschien andere sterrentypes waren. Ook bij de cepheïden bleken er heldere populatie I-cepheïden en lichtzwakkere populatie II-cepheïden te bestaan, het eerste type vier keer helderder dan het tweede.
Baade stelde twee lichtkracht-periode relaties op en herwaardeerde op die manier de afstanden in het heelal. Bij gelijke vluchtsnelheden van de sterrenstelsels (daaraan was niets veranderd), maar verdubbelde afstand, verdubbelde ook de tijd die verstreken was sinds de oerknal (zie Hubbleconstante). In 1952 kondigde Baade op de vergadering van de Internationale Astronomische Unie in Rome aan dat de tijdschaal voor het heelal nu van ongeveer 1,8 miljard jaar moest worden uitgebreid tot ongeveer 3,6 miljard jaar.

### Identificatie van radiobronnen
In 1954 kon Walter Baade de discussie beslechten die ontstaan was tussen Martin Ryle en Thomas Gold. Vraag was of de ontdekte radiobronnen sterren waren binnen het Melkwegstelsel of afzonderlijke sterrenstelsels. Martin Ryle dacht dat het sterren waren en had met zijn radioastronomiegroep op de Universiteit van Cambridge tientallen kosmische radiobronnen kunnen situeren, waaronder ook de radiobron Cygnus A. Hierdoor kon Baade de 5 meter-telescoop van het Palomar-observatorium daarop richten en de optische pendant ervan vaststellen. Het bleek inderdaad te gaan om een sterrenstelsel en Baade kon aantonen dat de meeste radiobronnen sterrenstelsels waren.

## Ontdekte hemellichamen
Baade ontdekte in 1922 de naar hem genoemde Baade komeet. Daarnaast ontdekte hij 10 planetoïden.
| Ontdekte Planetoïden : 10 | Ontdekte Planetoïden : 10 |
| ------------------------- | ------------------------- |
| 930 Westphalia            | 10 maart 1920             |
| 934 Thüringia             | 15 augustus 1920          |
| 5656 Oldfield             | 8 oktober 1920            |
| 944 Hidalgo               | 31 oktober 1920           |
| 966 Muschi                | 9 november 1921           |
| 967 Helionape             | 9 november 1921           |
| 1036 Ganymedes            | 23 oktober 1924           |
| 1103 Sequoia              | 9 november 1928           |
| (7448) 1948 AA            | 14 januari 1948           |
| 1566 Icarus               | 27 juni 1949              |

## Onderscheidingen
- 1954 : Gold Medal van de Royal Astronomical Society
- 1955 : Bruce Medal
- 1958 : Henry Norris Russel lectureship van de American Astronomical Society

### naar hem genoemd
- Walter Baade-telescoop (6,5 meter), een van de twee Magellan-telescopen in Chili.
- Baade-Wesselinck methode, voor kalibratie van de cepheïde periode-lichtkrachtrelatie
- Komeet Baade
- (1501) Baade, planetoïde
- Baade krater, krater op de maan
- Baade Vallis, vallei op de maan

## Publicaties
- Baade, Walter, Über eine Möglichkeit, die Pulsationstheorie der δ Cephei-Veränderlichen zu prüfen, Astr. Nach. 228, 359 (1926).
- Baade, W. & F. Zwicky, Cosmic Rays from Super-novae, Proceedings of the National Academy of Sciences of the United States of America (Proc. Nat. Acad. Sci) 20, 259-63 (1934).
- Baade, Walter & F. Zwicky, On Super-Novae, Proc. Nat. Acad. Sci. 20, 254-59 (1934).
- Baade, Walter, The Crab Nebula, Astrophysical Journal (Ap.J.) 96, 188 (1942).
- Baade W., The resolution of Messier 32, NGC 205, and the central region of the Andromeda nebula, Ap.J. 100 137-146 (1944).
- Baade, Walter, A Revision of the Extra-Galactic Distance Scale, Trans. IAU 8, 397-98 (1952).
- Baade, W. & R. Minkowski, Identification of the Radio Sources in Cassiopeia, Cygnus A and Puppis A, Ap.J., vol. 119, p.206-214 (1954).
- Baade W., The period-luminosity relation of the Cepheids PASP 68 5-16 (1956).